# Kirche von Husaby

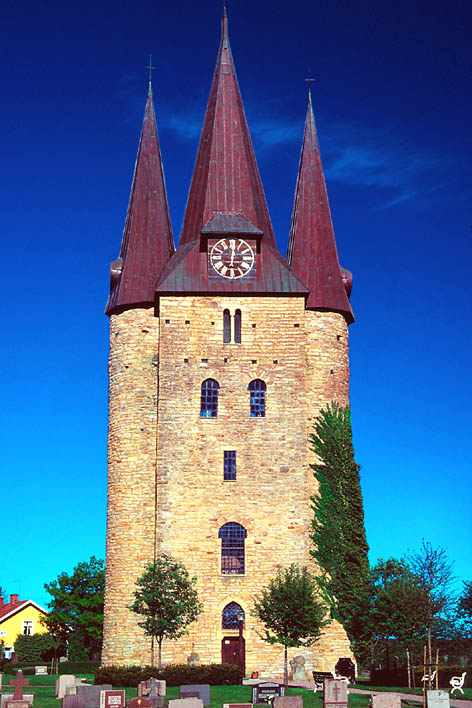
Die Kirche von Husaby

Die Kirche von Husaby (Husaby kyrka), gelegen in der Kirchengemeinde Husaby ungefähr 15 km nordöstlich der Stadt Lidköping in der schwedischen Provinz Västra Götalands län, wird als erste Domkirche des mittelalterlichen Schwedens angesehen.
Der Überlieferung nach ließ sich Olof Skötkonung in Husaby als erster schwedischer König um das Jahr 1008 taufen. Er ließ auch eine Bischofsburg (heute Ruine) errichten. Die heutige Kirche wurde um das Jahr 1100 in romanischem Stil errichtet und ersetzte vermutlich eine alte Stabkirche. Im 14. Jahrhundert wurde die Kirche mit gotischen Spitzbögen versehen. Zwischen 1900 und 1902 wurde die Kirche nochmals renoviert, wobei die Wand- und Dachmalereien aus dem 15. Jahrhundert zerstört wurden. 
Das Inventar der Kirche stammt größtenteils aus dem 17. Jahrhundert (Kanzel, Chorschranke und Altar), aber einige wenige Gegenstände sind wesentlich älter. Der Taufstein hat Inschriften aus dem 13. Jahrhundert und ebenfalls einige Skulpturen, der Bischofsstuhl und eine Bank sind aus derselben Zeit. Eine bauliche Besonderheit ist das mittelalterliche Hagioskop, eine so genannte Lepraspalte. 
Vor der Kirche befinden sich mit Skulpturen versehene romanische Sarkophage aus dem Hochmittelalter. In der Nähe der Kirche befindet sich auch die St.-Siegfrieds-Quelle, in der König Olof Skötkonung getauft worden sein soll.

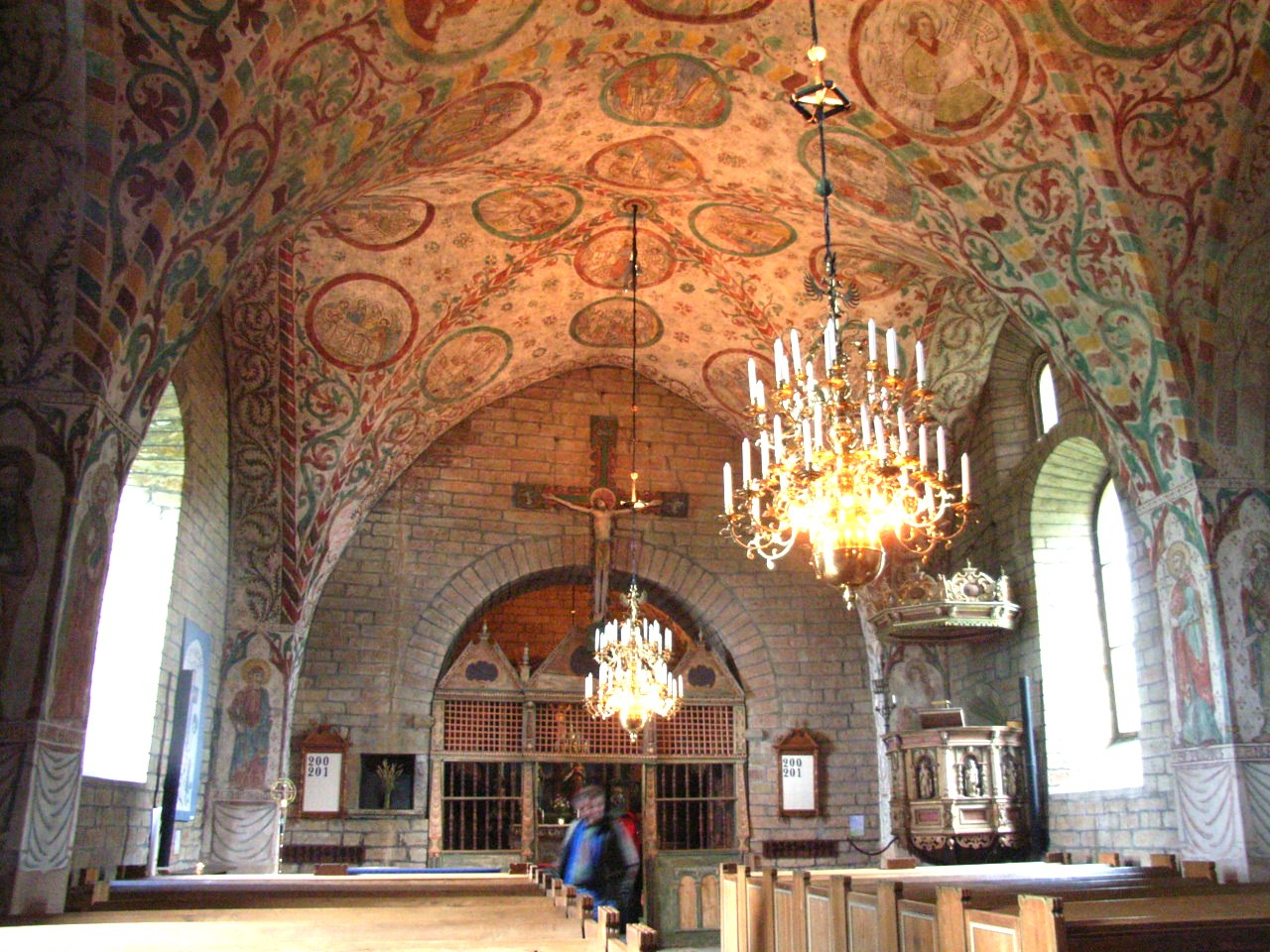
Im Kircheninneren
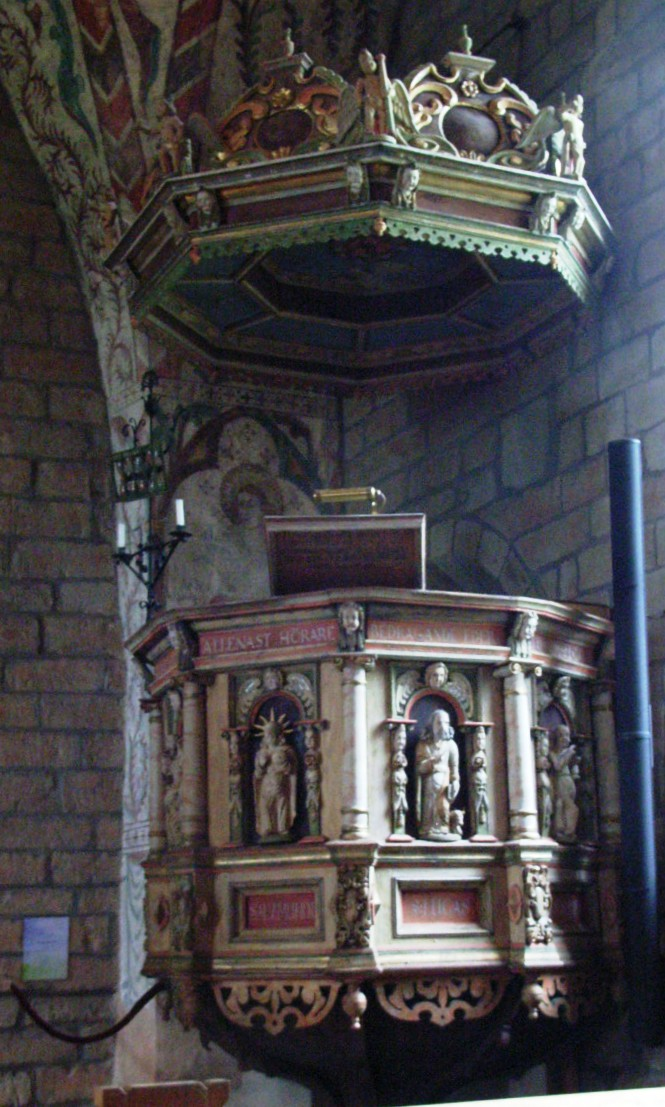
Kanzel
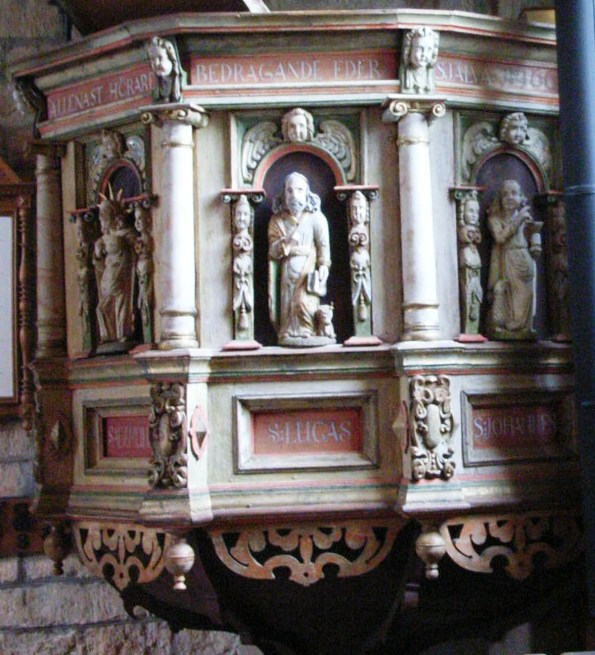
Kanzel, Nahansicht
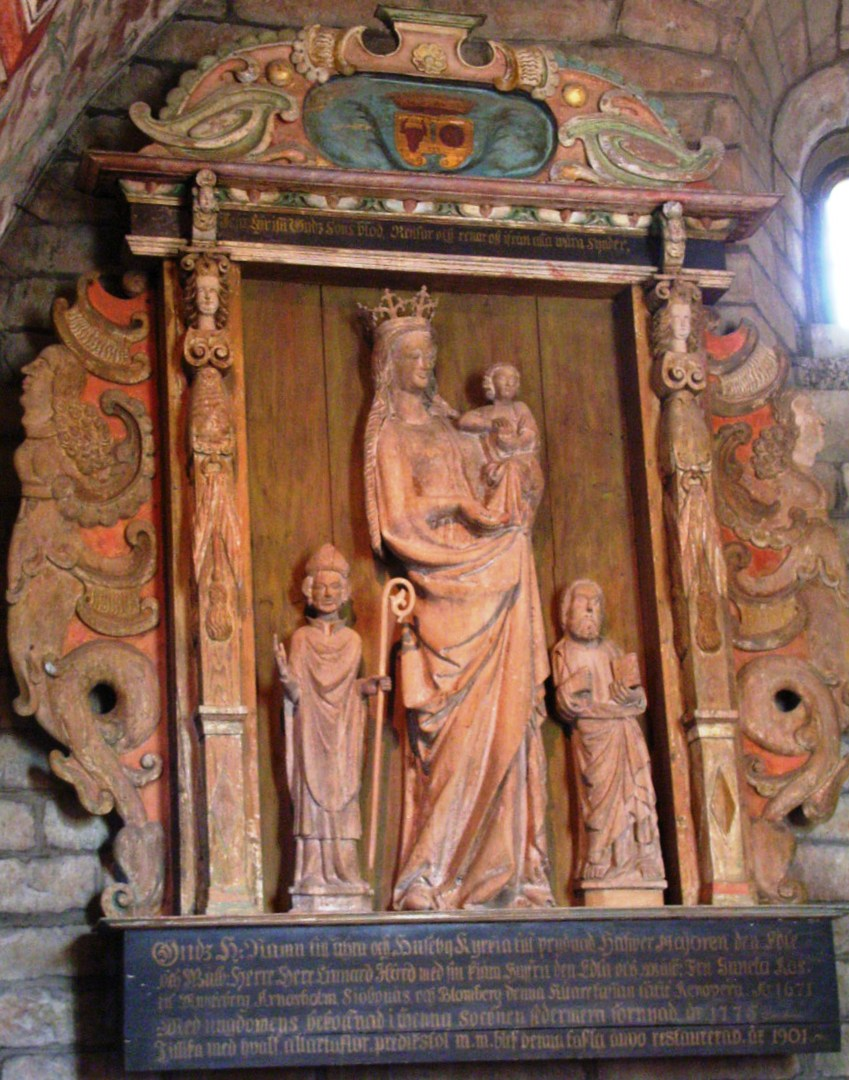
Altar
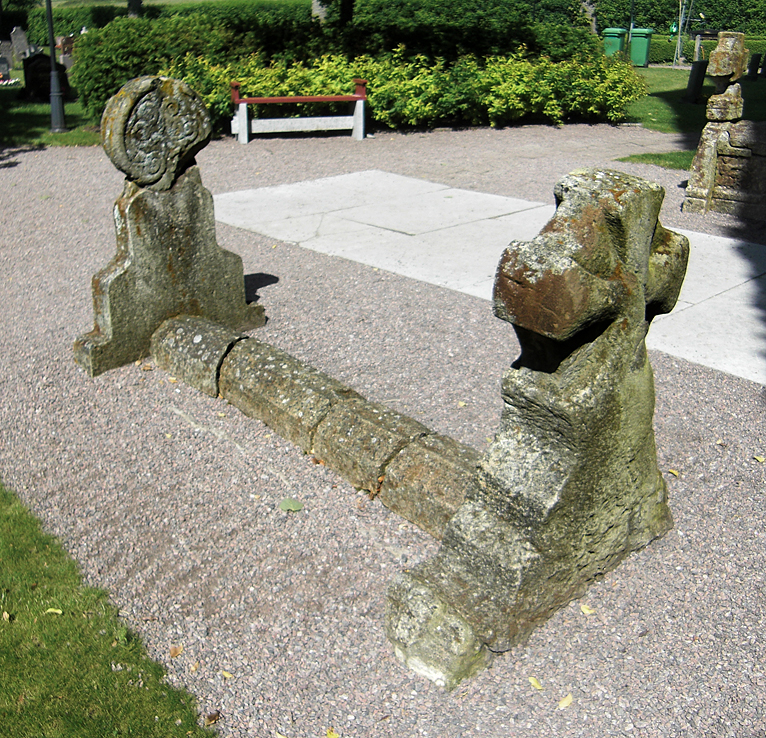
Romanisches Grab auf dem Friedhof

Koordinaten: 58° 31′ 30″ N, 13° 22′ 47″ O